# 纳粹主义

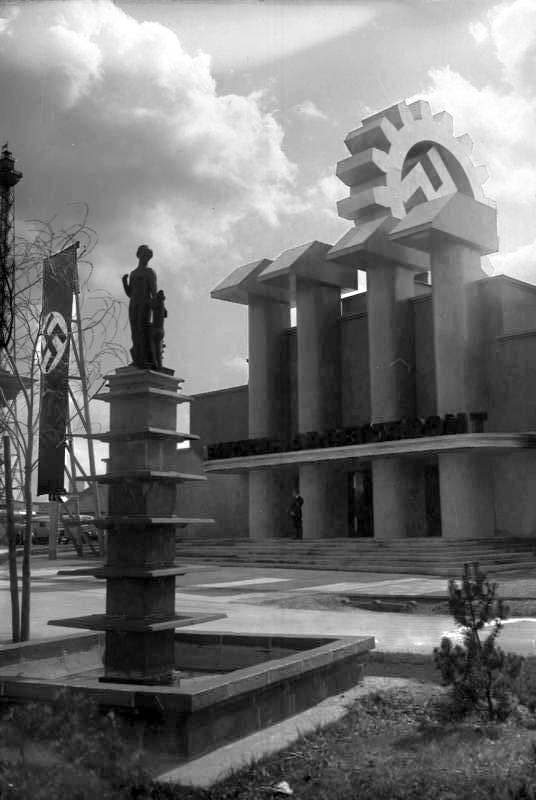
1934年纳粹主义展覽場

纳粹主义（直译：「国家社会主义」）是1933年至1945年间阿道夫·希特勒領導的纳粹党在纳粹德国实践的意识形态，其主要表现为激进的法西斯主义、反犹主义、种族主义、极端民族主义（沙文主义）、民粹主义、社会达尔文主义（优生学）、反基督教、反共产主义、反自由和民主主义。

## 詞義
納粹主義（德語：Nationalsozialismus）一詞來源於納粹黨（Nationalsozialistische Deutsche Arbeiter Partei）。納粹（Nazi）是由國家社會主義（Nationaler Sozialismus）抽取國家（National）的與社會主義（Sozialismus）的而成。納粹黨顧名思義，是以族群而分的种族主义民族社會主義政黨。國家社會主義与納粹主義德文拼法一致，但國家社會主義由两个单词组成，而納粹主義是一个单词。两者间之意识型态概念乃有所承接，后续的納粹主義是國家社會主義的一个政治实践，但纳粹主义的发展则失却国家社会主义的多义性质，转化成特质属于政治与经济上极端的意识形态。納粹主義与国家社会主义的不同点还包括，納粹主義的意识形态包括了种族主義和法西斯主義，并在政治上实现极端爱国主義和独裁政治。
納粹主義並非一嚴格定義的意識形態，而是納粹黨所奉行的国家统治政策和理念，包括一些政治觀點和具有宗教色彩的極端思想：種族主義、反共產主義、極權主義、神學主義、反犹太主义、反同性戀以及限制与其意識形態相反的宗教自由。强调一切领域的“领袖”原则，宣称“领袖”是民族整体意志的代表，国家权利应由其一人掌握。由一个庞大的官僚系统自上至下按领袖原则来管理的政府，提倡種族主義和反猶太主義作為德國的民族社會主義運動意識思想，重集体尚权威武力。
納粹主義主张以民族为人类群体生活之“基本单位”，宣扬种族优越论，认为雅利安人種为最优秀的、对人类进步唯一有贡献的民族。认为“优等种族”有权奴役甚至消灭“劣等种族”，以作为形塑特定文化与政治主张之理念基础。在意识形态方面，以明确的准则为基础界定民族，以自其他民族区别，鼓吹社会达尔文主义，歧视与之不同的民族。宣称雅利安—北欧日耳曼人是上苍赋予了“主宰权力”的种族，主张世界是弱肉强食、优胜劣汰的丛林，各民族必须在激烈的生存竞争中求胜，实行对外侵略扩张，力主以战争为手段夺取生存空间，建立民族世界霸权。
1930年代納粹主義的民族意識型態逐漸形成，成為特屬於政治與經濟上極端国家资本形態。它的極端型態體現在軍國主義和種族主義两種並在政治上體現極端法西斯愛國主義和獨裁專制統治，是一個建立在高度壟斷的国家统制主义体制。本質上，民族社會主義的意識型態就是民族霸權主義。
德文一詞用來指稱納粹主義的經濟政策，儘管國家社會主義在納粹時期的經濟政策與德意志帝國時期的國有社會主義有很多的不同。

## 歷史背景
納粹主義起源于19世纪80年代初在德意志帝国和奥匈帝国发展的民粹运动。
1919年，在德國國防軍特別班中，經濟學講師戈特弗里德·费德尔啟迪了希特勒，希特勒在與費德討論並深入研讀馬克思的著作後，認為當時的歐洲社會被各種猶太團體把持，猶太人一方面利用資本主義的手段不遺餘力地剝削人類，另一方面則用馬克思社會主義的學說去籠絡在他們權勢下的犧牲者，讓這些廉價奴工們陷入互相爭鬥的悲慘命運；國際資本集團不僅是第一次世界大戰的首要煽動者，而且還不斷製造戰爭以獲利。這引發了希特勒創立纳粹主義的動機。希特勒認為纳粹主義的目的之一，就是要使資本為民族使用，而不是讓國際猶太集團的資本操縱著民族。唯有民族的偉大，自由與發展，才能使資本對國家，也就是整個民族作出貢獻。而這可以說是纳粹主義的誕生。然而希特勒從政後與私人企業積極往來，許多武器生產也委託包含美國企業在內的私人企業負責並未收歸國有。
1919年1月5日，納粹的前身，德國工人黨正式成立，創立者是安東·德萊克斯勒。希特勒于同年9月加入纳粹党并成为宣传部的头目。随后他提议将党名更改为社会革命党（但最终未被采纳）。该党后于1920年1月正式更名为「國家社會主義德意志勞工黨」。希特勒最終于1921年7月29日出任该党党魁，並於1933年1月30日正式掌權德國。納粹黨執政时期的德国通称为「纳粹德国」、「德意志第三帝國」，1943年正式國號为「大德意志國」。纳粹主义的追隨者称为纳粹主义者。
二戰後納粹德國戰敗垮台，盟軍佔領德國後全面禁止納粹主義，但戰後仍有少數极右团体嘗試繼承納粹主義思想衣缽並在西方各國活動至今，稱為新納粹主義。

## 經典納粹主義理論

### 與法西斯主義的关系
法西斯主義與納粹主義之間的關係一直是學術界爭論的議題。纳粹主义之民族觀乃主张國家权力之絕對集中化，即极权主义，但其則不完全等同於傳統意義上的法西斯主义，但納粹德國與法西斯主義的意大利王國首相墨索里尼最終成為明確的盟友。雖然現代一些人認為納粹主義是由法西斯主義衍生的一種分支，但另一些人仍主張納粹主義並非法西斯主義，要不是因為兩者之間差異過大，便是因為他們認為法西斯主義不能作為一種通稱來形容。
納粹主義與法西斯主義的主要差異之一在於，納粹主義強調國家的目的是為了達成那些於根其民族和種族的理念，尤其是在社會工程的文化上，納粹主義強調以犧牲其他所有種族來達成德國民族的繁榮。相較之下，墨索里尼的法西斯主義則認為文化因素應該替國家服務，國家不需替某些特定的種族服務。法西斯主義的政府目標是為了將國家的地位置於所有其他事物之上，因此法西斯主義可以說是一種強調政府中央集權至上的理論。而納粹強調的則是「民族」（Volk）和「民族共同體」。
納粹主義認為政府和政黨都只是用以達成某些特定人民的理想的工具，納粹運動至少在其意識形態上，則認為以階級為根基的社會是不可取的，並且希望跨越這種既有的階級社會，團結所有階級的種族成分，社團主義國家的中心思想的確是精英政治。不過，法西斯主義的根基很大一部分也是來自於社團主義，而社團主義則被認為是取代阶级斗争的產物。
墨索里尼和希特勒並非一直同盟，尤其是在1934年，希特勒下令衝鋒隊暗殺奧地利的恩格爾伯特·陶爾斐斯，以替未來的德奧合併鋪路，這造成墨索里尼調派軍隊前往奧地利与義大利的邊界以準備和希特勒開戰，但最後墨索里尼仍在西方國家的壓力下決定和希特勒同盟。

### 納粹主義與社會主義

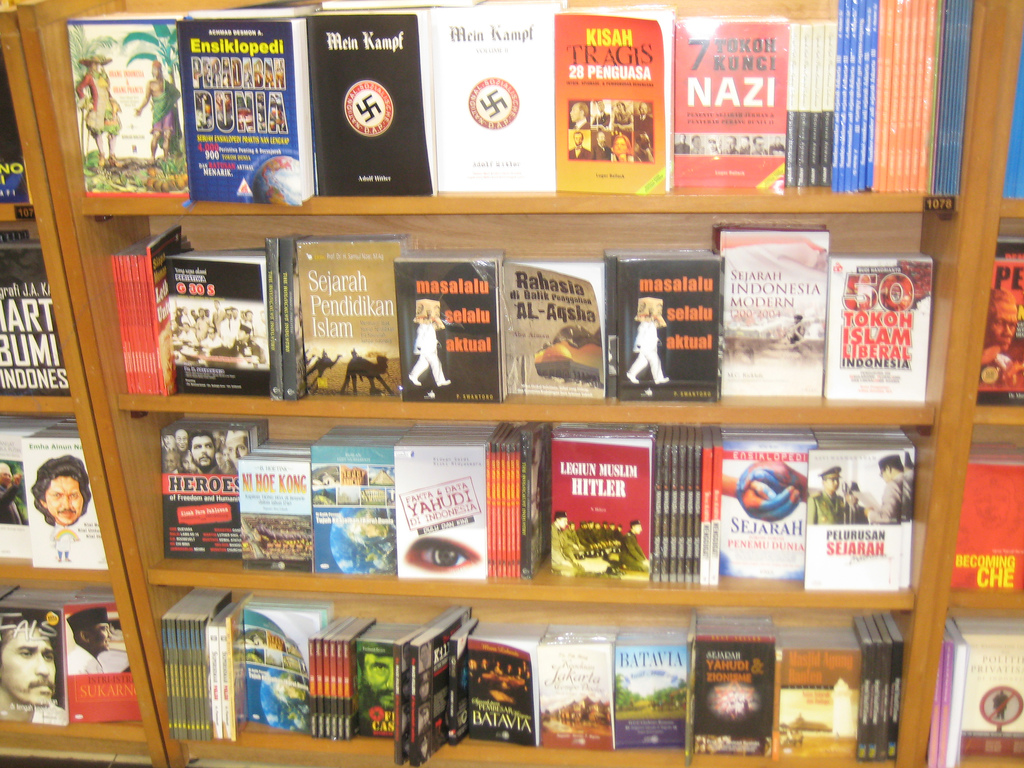
近代探討納粹的書籍

希特勒在1941年2月的一次公开演说中谈到：“民族社会主义和马克思主义根本来说是相同的东西”（兩者皆視西方帝國主義國家為敵人）。但在實際上希特勒領導的納粹黨出于本身利益的目的卻不斷打壓和殺害共產黨與社會主義政黨人士（德國社會民主黨人）。而外交上德蘇一直合作至戰爭期間德國入侵蘇聯為止。

### 種族主義
希特勒認為在雅利安人之中，德意志人是最優秀的，猶太人（非雅利安人）通過兩族通婚污染了德意志民族，所以要剷除他們。

### 宗教
希特勒原本是天主教徒，後來與梵蒂岡失和，故只容許反猶、且具有民族優越感的德國基督教存在，打壓並反對天主教，認為天主教衝擊國家政府的絕對權力。

### 同性戀者
同性戀者在納粹統治時期也是被逮捕關入集中營等待處死的對象，納粹認為同性戀者會使自身民族減少甚至滅絕。

### 「反社會」的女性
女同性恋者、妓女、控制生育的女性以及女性主義者等等對納粹家庭價值觀構成威脅的女性，都會被認為是反社會的女性而遭到迫害。

## 與其他意識形態的競爭
納粹主義和共產主義在一戰後於德國崛起成為兩個輕忽不得的權力競逐者，特別是隨著威瑪共和國越來越不穩定。納粹運動起源於一戰後不久對抗受布爾什維克（共產主義）影響而在德國引發的暴動，俄國的1917年革命使得列寧主義版本的馬克思主義受到極大鼓舞，並吸引許多社會主義者也採用革命理念，柏林的斯巴達克起義和1919年的巴伐利亞蘇維埃共和國皆因由於此。自由軍團，一個組織鬆散的準軍事團體（基本上是由前一戰士兵組成的義勇軍），擊潰了這兩次起義且很多自由軍團的指揮，包括恩斯特·羅姆，後來成為了納粹黨的指揮。1922年墨索里尼在義大利取得大權後，納粹主義看似成為一種對抗共產主義的可行選項，特別是考量到墨索里尼在擊潰那些在一戰後以一系列罷工和佔據工廠動搖義大利的共產主義者和無政府主義者取得的成功。
許多歷史學家，如伊恩·克肖和約阿希姆·費斯特，主張希特勒的納粹是德國境內眾多競逐反共產主義領導地位的民族主義，並越來越法西斯主義的團體中一個，並最終傳遍整個德國。更進一步，他們堅持法西斯主義和它的德國次型，國家社會主義，能成功挑戰共產主義是因為它能同時作為防範布爾什維克主義的壁壘和吸引工人階級，特別是對下層社會越來越多的失業者和無法受僱者和越來越窮快失去地位的中產階級份子（被指責為流氓無產階級），納粹使用的親工人言語吸引了那些不滿資本主義的人，他們在推行限制個人利潤、廢除土地租金和擴大社會福利（僅限德裔）的同時提供一種政治和經濟模式是去除了「蘇聯社會主義」對資本主義的危險成份，例如階級鬥爭、無產階級專政和工人控制生產手段等，因此，納粹主義在它的民粹主義、反共產主義和反資本主義等內容的幫助下，使它比傳統保守黨如DNVP更受歡迎。因為以上原因，特別是納粹主義和共產主義在它們大部份的存在期間互相爭鬥（經常是暴力的）的事實，納粹主義和共產主義常被視為是在政治光譜上相對的兩個極端，不過此觀點並非未受挑戰，一些政治理論家和經濟學家，主要是那些與奧地利學派有關者，主張納粹主義、蘇聯共產主義和其他極權意識形態之間有社會主義和集體主義的共通處，然而社會主義和共產主義都反對納粹的民族主義。
納粹的言語、活動和意識形態的單純也使他的保守主義盟友低估了它的力量，和它的管理能力以及甚至做為一個政黨存在的能力。迈克尔·曼定義法西斯主義為「透過準軍事主義進行超越和淨化的國家中央極權主義」，其中「超越」意指所有階級皆會被廢棄以形成一種新人類。

### 反共產主義者對法西斯主義和納粹主義的支持
許多歐洲極右翼政治家和政黨基於對共產主義的極度反感，歡迎法西斯主義和納粹主義的上揚，他們認為，希特勒是西方文明也是資本主義對抗布爾什維克主義的救星。在1930年代末和1940年代，納粹受到西班牙長槍黨以及後來組成維琪法國的政治和軍事人物的支持，法國反布爾什維克主義志願軍團和其他反蘇聯戰鬥集群成立。

### 二次世界大戰後情況

反对纳粹主义的标志

納粹主義作為民族社會主義，容易吸納極端思想與引發極端行為，歐美國家基於經歷過納粹統治，自二戰後把納粹視為要小心監察對象，防止死灰復燃。部份歐美國家網站，如雅虎網誌，會列納粹主義為敏感詞，不顯示於搜尋結果甚至不予公開，防止地下納粹組織吸納與集結會員擴大勢力。
某些與二戰相關的遊戲在提到德國時往往會用鐵十字代替納粹符號，造成某程度上的體驗失真，尤其是歐盟出版的遊戲。不过，歐美国家依旧有新納粹支持者。
此外伊朗和部分阿拉伯国家因为奉行反以色列的意识形态，同情纳粹主义。
納粹主義也是俄羅斯對烏克蘭政府的稱呼,稱呼俄烏戰爭是去納粹化特別軍事行動。